# Ibn al-Haitam
Ibn al-Haitam, punim imenom Abū ʻAlī al-Ḥasan ibn al-Ḥasan ibn al-Hayṯam, latinizirano Alhazen (Basra, oko 965. – Kairo, oko 1040.), arapski astronom i matematičar. Došao je u Egipat na poziv kalifa Hakima kako bi regulirao vodotok Nila. U tome nije uspio, ali je veći dio života proveo u Kairu i bavio se znanstvenim istraživanjima. Pridonio je razvoju optike, teorije brojeva, geometrije i prirodne filozofije, razvoju sustavnog proučavanja fizikalnih pojava i njihova povezivanja s teorijom, te izvođenju i opisivanju znanstvenih pokusa. Napisao je oko 100 djela, a sačuvano ih je 55.
Najpoznatije njegovo djelo, sedmosveščana Knjiga o optici (arap. Kitāb al-manāẓir, 1011. – 1021.), prevedeno je na latinski početkom 13. stoljeća, a prvi je put tiskano pod nazivom Optički tezaurus… (lat. Opticae thesaurus…, 1572.). Sadrži opis anatomije ljudskog oka, model gledanja, zakone refleksije svjetlosti, opise istraživanja i matematičke analize pokusa zakona refrakcije, objašnjenje refrakcije sporijim gibanjem svjetlosti u optički gušćem sredstvu, objašnjenje duge, haloa, oblika pomrčine, tamne komore, prividnog povećanja promjera Sunca i Mjeseca kad se nalaze blizu obzora i druge. U djelu Rješenja teškoća Euklidovih elemenata (arap. Ḥall šukūk fī Kitāb Uqlīdis), al-Haitam je istraživao pojedinačne slučajeve Euklidovih teorema, nudio alternativne konstrukcije i mijenjao neke neizravne dokaze izravnima. U djelu Sve o konikama (arap. Maqāla fī tamām Kitāb al-Marūṭāṭ) rekonstruirao je osam izgubljenih knjiga o konikama Apolonija iz Perge. U najpoznatijem astronomskom djelu O konfiguraciji svijeta (arp. Hayʼat al-ʻālam), u skladu s prirodnom filozofijom svojega doba komentirao je Almagest K. Ptolemeja.
Po njem su nazvani optički problem (Alhazenov problem: na sfernom zrcalu treba naći točku u kojoj će se svjetlost emitirana iz određenog izvora reflektirati prema oku promatrača), krater na Mjesecu (Alhazen (krater)) i planetoid (59239 Alhazen).